# Free Legal Assistance Group

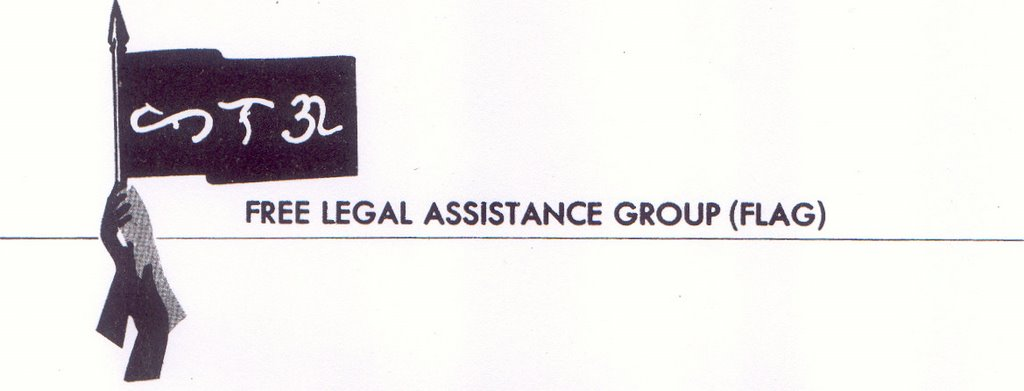
FLAG emblem

Die Free Legal Assistance Group (FLAG) ist eine landesweite Organisation von Menschenrechtsanwälten auf den Philippinen. Sie wurde 1974 während der Ära des Kriegsrechts unter dem ehemaligen Präsidenten Ferdinand Marcos gegründet. Sie ist die erste und größte Gruppe von Menschenrechtsanwälten des Landes und arbeitet daran, vielfältigen Menschenrechtsverletzungen und Verletzungen bürgerlicher Freiheiten entgegenzuwirken. Ihr derzeitiger Vorsitzender ist seit 2003 der Menschenrechtsanwalt Chel Diokno, der Gründungsdekan der De La Salle University Tañada-Diokno School of Law.

## Gründung
FLAG wurde im Oktober 1974 von Senator Jose W. Diokno, Senator Lorenzo Tañada, Richter J.B.L. Reyes und dem Anwalt Joker Arroyo gegründet – zwei Jahre nach der Ausrufung des Kriegsrechts 1972 unter Ferdinand Marcos. Diokno hatte die Anwaltskanzlei kurz vor seiner Freilassung gegründet, nachdem er 718 Tage als politischer Gefangener der Marcos-Regierung verbracht hatte. Die Gruppe wurde als Mittel zur Unterstützung von Menschenrechtsopfern durch eine neue und innovative Methode namens entwicklungsbezogene Rechtshilfe oder entwicklungsbezogene Rechtsvertretung konzipiert. FLAG-Mitglied Sanidad erklärte später, dass er 1976 einer der fünf Anwälte der University of the Philippines Diliman war, die unter der Leitung von Diokno und FLAG als erste Rechtsanwaltsfachangestellte im Land dienten.
Während der Diktatur verteidigte die FLAG Landwirte, ähnliche Opfer der Agrarreform und Aktivisten, die Opfer paramilitärischer Übergriffe wurden, wobei Diokno feststellte, dass er noch weiter geholfen habe, indem er Klienten ohne finanzielle Mittel Taschengeld gewährte. Die meisten Fälle von Menschenrechtsverletzungen wurden zu diesem Zeitpunkt von FLAG in Abstimmung mit kleineren Gruppen wie der Task Force Detainees of the Philippines bearbeitet. „Human Rights Primers“ waren auch ein integraler Bestandteil der Menschenrechtsverteidigung, die die FLAG auf den Philippinen initiierte.
Die Aktivitäten der FLAG brachten manchmal mit ihnen zusammenarbeitende Rechtsanwälte in Gefahr. Unter den (mindestens) zwölf FLAG-Anwälten, die während der Diktatur ermordet wurden, befanden sich Zorro Aguilar, Romraflo Taojo und Crisostomo Cailing, die alle seitdem geehrt wurden, indem ihre Namen auf die Gedenkwand des philippinischen „Bantayog ng mga Bayani“ geschrieben wurden, das die Märtyrer und Helden ehrt, die gegen die autoritäre Herrschaft der Marcos-Diktatur gekämpft haben.

## Neuere Geschichte
Zu den jüngsten Fällen der FLAG gehört die Eindämmung der Flut außergerichtlicher Hinrichtungen im Zusammenhang mit dem von Präsident Rodrigo Duterte begonnenen philippinischen Drogenkrieg. Es gab auch Fälle im Zusammenhang mit dem Verleumdungsfall von Maria Ressa sowie dem Anti-Terror-Gesetz von 2020. Die FLAG-Anwälte Chel Diokno und Sanidad beantragten, Abschnitt 4(e) dieses Gesetzes für verfassungswidrig zu erklären, weil er Terrorismus so definiert, dass Befürwortung, Protest, Dissens und ähnliche Handlungen ausgeschlossen sind, „die nicht dazu bestimmt sind, einer Person den Tod oder schwere körperliche Schäden zuzufügen, das Leben einer Person zu gefährden oder eine ernsthafte Gefahr für die öffentliche Sicherheit zu schaffen.“
Der Oberste Gerichtshof stimmte zu, es wegen Übertreibung für verfassungswidrig zu erklären.
Aufgrund ihrer Beiträge während des Kriegsrechts und nach der EDSA-Generation wurde FLAG mehrfach ausgezeichnet, darunter in den 1980er Jahren der Concerned Women of the Philippines (CWP) Human Rights Award und in den 2000er Jahren der Chino Roces Award des Präsidenten Gloria Arroyo.

## Bemerkenswerte Fälle

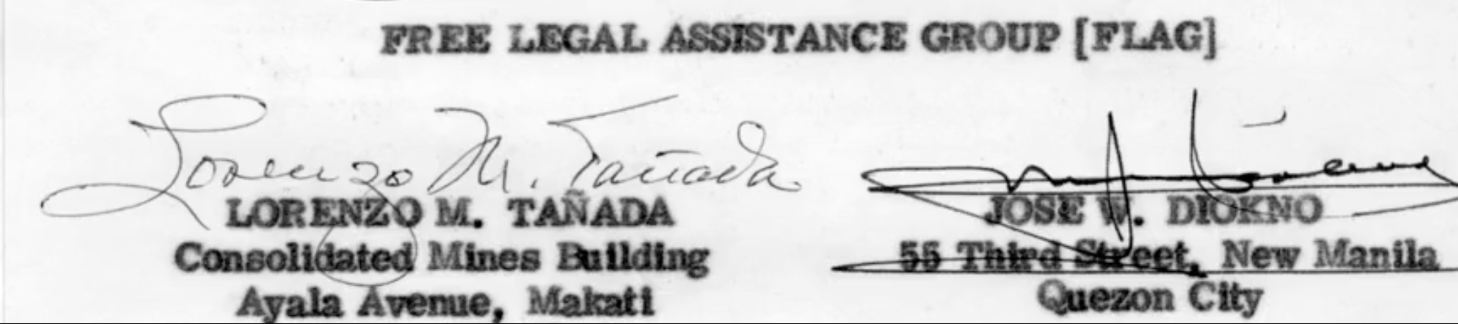
Plädoyer der Gründer Diokno und Tañada

### Verfahren
- Trinidad v. Olano, G.R. No. 59449;

### Akademische Freiheit
- Beriña v. Philippine Maritime Institute, G.R. No. L-58610;
- Guzman v. National University, G.R. No. L-68288;
- Villar v. Technological Institute of the Philippines, G.R. L-69198;
- Alcuaz v. Philippine School of Business Administration, G.R. No. 76353;
- Non v. Dames, G.R. No. 89317;
- Manila Public School Teachers Association v. Cariño, G.R. No. 96554;

### Militärbehörde
- Luneta v. Special Military Commission No. 1, G.R. No. L-49473;
- Olaguer v. Military Commission No. 34, G.R. No. L-54558;
- Aberca v. Ver, G.R. No. L-69866;
- Brocka v. Enrile G.R. Nos. 69863-65;
- FLAG v. Arroyo, case withdrawn;
- David v. Arroyo, G.R. No. 171396;

### Rebellion/Subversion
- Luneta v. Special Military Commission No. 1, G.R. No. L-49473;
- Garcia-Padilla v. Enrile, G.R. No. L-61388;
- Umil v. Ramos I and II, G.R. No. 81567;

### Illegaler Besitz von Schusswaffen
- Baylosis v. Chavez, G.R. No. 95136;
- People v. Ringor, Jr., G.R. No. 123918;

### Habeas Corpus
- Ilagan v. Enrile, G.R. No. 70748;
- Moncupa v. Enrile, G.R. No. L-63345;
- Gordula v. Enrile, G.R. No. L-63761;
- Dizon v. Eduardo, G.R. No. L-59118;
- Manalo v. Castillo;

### Recht auf Kaution
- People v. Donato, G.R. No. 79269;

### Durchsuchung und Beschlagnahme
- Burgos v. Chief of Staff, G.R. No. L-64261;
- Nolasco v. Pano, G.R. No. L-69803;
- Guazon v. De Villa, G.R. No. 80508;
- People v. Damaso, G.R. No. 93516;
- Basco and Nicoleta v. Salazar;

### Recht auf Beratung
- Diokno v. Enrile, G.R. No. L-36315;
- Morales v. Enrile, G.R. No. L-61016;

### Todesstrafe
- People v. Echegaray, G.R. No. 117472;
- Echegaray v. Secretary of Justice, G.R. No. 132601;
- People v. Parazo, G.R. No. 121176;
- People v. Salarza, G.R. No. 117682;

### Frei sprechen
- People of the Philippines v. Santos, Ressa and Rappler (RTC Case R-MNL-19-01141-CR);
- Carpio v. Guevara, G.R. No. L-57439;
- Reyes v. Bagatsing, G.R. No. L-65366;
- Del Prado v. Ermita, G.R. No. 169848;
- Gonzales v. Katigbak, G.R. No. 69500;
- Sanidad v. COMELEC, G.R. No. L-44640;
- Vasquez v. CA G.R. No. 118971;
- Philippine Press Institute v. Ermita, G.R. No. 180303;
- Raoul Esperas et al., v. Ermita et al., G.R. No. 181159;
- Bayan v. Ermita, G.R. No. 169838;
- Calleja v. Executive Secretary, G.R. No. 252578;

### Politische Gefangene
- People v. Salle Jr., y Gercilla, G.R. No. 103567;
- People v. Casido, G.R. No. 116512;

### DNA-Tests
- Andal v. People, G.R. Nos. 138268-69;
- In re: The Writ of Habeas Corpus for Reynaldo De Villa, taken from De Villa v. Director, New Bilibid Prisons, G.R. No. 158802;

### US-Stützpunkte
- Salonga v. Executive Secretary, G.R. No. 176051;

### Öl-Deregulierung
- Coconut Oil Refiners Association, Inc. v. Torres, G.R. No. 132527;

### Recht auf Strom
- Freedom from Debt Coalition v. Energy Regulatory Commission, G.R. No. 161113;

### Amparo
- Secretary of National Defense v. Manalo, G.R. No. 180906;